# Pedro Luís e a Parede
Pedro Luís e a Parede é uma banda brasileira, formada no Rio de Janeiro, e que mistura rock, rap, samba e funk. A banda se define como "brazilian batucada with rock'n'roll pressure".

## Carreira
A banda Pedro Luís e a Parede foi criada em 1996, idealizada por Pedro Luís. Os primeiros shows eram divulgados pelas ruas da cidade com auxílio de um megafone e instrumentos de percussão.
No ano seguinte, o grupo gravou seu primeiro álbum, intitulado Astronauta Tupy, com participação especial do cantor Ney Matogrosso. Em outubro de 1998, Pedro Luís e a Parede estiveram em turnê pelo Japão, onde o disco teve boa repercussão.
No final de 1999, participaram do Free Jazz Festival. Em 2000, os integrantes do grupo criaram a oficina Monobloco, um projeto de ensino de instrumentos de percussão. No ano seguinte, foi lançado o segundo CD da banda: É Tudo 1 Real, com a participação dos Paralamas do Sucesso, no mesmo ano, o grupo apresentou o programa Parede 800 na Rádio MEC AM do Rio de Janeiro. Em 2004, lançam o álbum Vagabundo, em parceria com Ney Matogrosso.
Em 2010, lançam o CD e o DVD Navilouca ao Vivo, com participações de Herbert Vianna, Lenine e Leo Saad.

## Integrantes
- Pedro Luís - voz e violão
- Mário Moura - baixo
- Sidon Silva - percussão
- C.A. Ferrari - percussão
- Celso Alvim - percussão
- Léo Saad - guitarra - no Cd Ponto Enredo e no CD/DVD Navilouca ao Vivo

## Discografia
- 1997 – Astronauta Tupy - Dubas/WEA
- 1999 - É Tudo 1 Real - WEA
- 2001 - Zona e Progresso - Universal/MP,B
- 2004 - Vagabundo (com Ney Matogrosso) - Universal Music
- 2006 - Vagabundo Ao Vivo (com Ney Matogrosso) - Universal Music
- 2008 - Ponto Enredo - EMI
- 2010 - Navilouca Ao Vivo - Universal Music

### Coletâneas
- 2006 - Seleção 1997-2004 - Universal/MP,B

## Videografia
- 2004 DVD Vagabundo o Filme - Universal Music
- 2006 DVD Vagabundo ao vivo - Universal Music
- 2010 DVD Navilouca ao Vivo - Universal Music

## Prêmios e indicações
| Ano  | Prêmio                                                 | Categoria                                       | Trabalho indicado                      | Resultado | Ref.  |
| ---- | ------------------------------------------------------ | ----------------------------------------------- | -------------------------------------- | --------- | ----- |
| 2004 | Prêmio APCA (Associação Paulista dos Críticos de Arte) | melhor disco do ano                             | CD "Vagabundo"                         | Venceu    | [ 3 ] |
| 2005 | I Prêmio Bravo!                                        | Melhor Show                                     | Ney Matogrosso e Pedro Luis e a Parede | Venceu    | [ 4 ] |
| 2005 | XVI Prêmio TIM de Música                               | Melhor Grupo de Pop/Rock                        | Pedro Luis e a Parede                  | Venceu    | [ 5 ] |
| 2011 | XXII Prêmio da Música Brasileira                       | Melhor Álbum MPB                                | DVD "Navilouca ao Vivo"                | Venceu    | [ 6 ] |
| 2011 | XXII Prêmio da Música Brasileira                       | Melhor Grupo - Pop/ Rock/ Reggae/ Hip Hop/ Funk | Pedro Luis e a Parede                  | Venceu    | [ 6 ] |